# هايز وهارلينغتون (دائرة انتخابية في المملكة المتحدة)
هايز وهارلينغتون  (بالإنجليزية: Hayes and Harlington)‏ هي إحدى الدوائر الانتخابية في المملكة المتحدة الممثلة في مجلس العموم في برلمان المملكة المتحدة.
عضو البرلمان الذي يمثلها حالياً هو :John McDonnell (Lab).